# Shaman (álbum)
Shaman é o décimo oitavo álbum de estúdio de 2002 da banda americana Santana. Assim como seu antecessor, o álbum fez sucesso, com a faixa "The Game of Love" levando o Prêmio Grammy de Melhor Colaboração Pop com Vocais. Vendeu 298.973 cópias nas primeiras semanas e foi premiado com platina-duplo com mais de 5.000.000 de cópias vendidas.
Shaman entrou na parada Billboard Hot 200, da revista americana Billboard, logo na 1ª posição. Os principais hits do álbum incluem "The Game of Love", com Michelle Branch, e "Why Don't You & I", com Chad Kroeger (da banda Nickelback), ambos chegaram ao topo das paradas da Billboard. "Why Don't You and I" foi regravada na versão de single com vocais de Alex Band, da banda The Calling.
Seguindo a fórmula do álbum anterior, as músicas de Shaman têm forte influência de ritmos latinos, e a maioria conta com a participação de artistas famosos.

## Faixas
| N.º | Título                                                                            | Música                                                                | Duração |  |
| 1.  | "Adouma"                                                                          | Angelique Kidjo, J. Hebrall                                           | 4:15    |  |
| 2.  | "Nothing at All" (Participação especial de Musiq)                                 | Rob Thomas, Cori Rooney                                               | 4:28    |  |
| 3.  | "The Game of Love" (Participação especial de Michelle Branch)                     | Gregg Alexander, Rick Nowels                                          | 4:15    |  |
| 4.  | "You Are My Kind" (Participação especial de Seal)                                 | Miles Zuniga                                                          | 4:19    |  |
| 5.  | "Amoré (Sexo)" (Participação especial de Macy Gray)                               | Macy Gray, Lester Mendez, Dallas Austin, Javier Vazquez               | 3:51    |  |
| 6.  | "Foo Foo"                                                                         | Yvon Andre, Roger Eugene, Yves Joseph, Hermann Nau, Claude Jean       | 6:28    |  |
| 7.  | "Victory Is Won"                                                                  | Carlos Santana                                                        | 5:20    |  |
| 8.  | "Since Supernatural" (Participação especial de Melkie Jean & Governor Washington) | Wyclef Jean/Jerry Duplessis/Governor Washington                       | 4:32    |  |
| 9.  | "America" (Participação especial de P.O.D.)                                       | Sonny, Marcos, Traa, Wuv (P.O.D.)                                     | 4:35    |  |
| 10. | "Sideways" (Participação especial de Citizen Cope)                                | Clarence Greenwood (Citizen Cope)                                     | 4:41    |  |
| 11. | "Why Don't You & I" (Participação especial de Alex Band da banda The Calling)     | Chad Kroeger                                                          | 4:34    |  |
| 12. | "Feels Like Fire" (Participação especial de Dido)                                 | Dido Armstrong, Rollo Armstrong, Pnut                                 | 4:39    |  |
| 13. | "Aye Aye Aye"                                                                     | Michael Shrieve, Santana, Karl Perazzo, Raul Rekow                    | 4:45    |  |
| 14. | "Hoy Es Adios" (Participação especial de Alejandro Lerner)                        | Klaus Derendorf, Jean-Yves Docornet, Alejandro Lerner                 | 4:37    |  |
| 15. | "One of These Days" (Participação especial de Ozomatli)                           | JB Eckl, KC Porter, Santana                                           | 5:51    |  |
| 16. | "Novus" (Participação especial de Plácido Domingo)                                | Santana, Gabor Szabo, Walter Afanasieff, Greg DiGiovine, Ritchie Rome | 4:10    |  |

| Críticas profissionais                                                      | Críticas profissionais |
| Avaliações da crítica                                                       | Avaliações da crítica  |
| Fonte                                                                       | Avaliação              |
| --------------------------------------------------------------------------- | ---------------------- |
| allmusic                                                                    | [ 4 ]                  |
| entertainment.ie                                                            | [ 5 ]                  |
| Rolling Stone                                                               | [ 6 ]                  |
| Esta tabela precisa de ser acompanhada por texto em prosa. Consulte o guia. |                        |

## Músicos
- Carlos Santana - vocais, violão de 12 cordas, violão de náilon & guitarras, teclados, timbales, bastão de chuva
- Michael Shrieve - bateria
- Karl Perazzo - congas, percussão
- John Ginty - órgão, teclados
- Pauline Taylor - vocais de apoio
- Arturo Velasco - trombone